# Polityka rodzinna
Polityka rodzinna – dająca się (względnie) wyodrębnić część polityki społecznej stanowiąca system długofalowych zamierzeń i towarzyszący mu system rozwiązań prawnych, przyjętych i realizowanych przez władzę publiczną na rzecz rodziny jako podstawowej komórki społecznej. 
W drugim znaczeniu: Polityka rodzinna to specjalizacja w obrębie polityki społecznej (rozumianej jako dziedzina nauk społecznych), zajmująca się teorią polityki rodzinnej w pierwszym znaczeniu. 

Na politykę rodzinną składa się w szczególności:
- przyjęta przez daną władzę publiczną definicja rodziny , przykładowo;
  - definicja wąska: za rodzinę uważa się małżeństwo wraz z wstępnymi lub zstępnymi w linii prostej, o ile zamieszkują we wspólnym gospodarstwie domowym ;
  - definicja poszerzona: za rodzinę uważa się także (co najmniej niektóre) poniższe grupy społeczne: 
    - rodziny niepełne (bez jednego z rodziców);
    - rodzina jednopokoleniowa (np. małżeństwo bezdzietne, rodzeństwo zamieszkujące wspólnie itp.);
    - rodzina nie prowadząca wspólnego gospodarstwa domowego (np. z powodu trudności mieszkaniowych, okoliczności losowych, pozostawania w separacji itp.);
    - prowadząca wspólne gospodarstwo domowe para niebędąca formalnym małżeństwem (konkubinat) wraz z wstępnymi lub zstępnymi;
    - prowadząca wspólne gospodarstwo domowe para osób tej samej płci (np. partnerstwo cywilne, kohabitacja, związek rejestrowany, małżeństwo homoseksualne) wraz z wstępnymi lub zstępnymi co najmniej jednej z tych osób;
- uregulowania prawne dotyczące relacji między członkami rodziny (w polskim systemie prawa są to w szczególności przepisy Kodeksu Rodzinnego i Opiekuńczego);
- uregulowania ekonomiczne dotyczące relacji między członkami rodziny, przykładowo:
  - uregulowania fiskalne, np. możliwość wspólnego opodatkowania się określonych członków rodziny;
  - uregulowania prawa gospodarczego, prawa pracy itp. (np. ułatwienia dla firm rodzinnych ułatwienia zatrudniania członków rodziny itp);
  - uregulowania z dziedziny organizacji ubezpieczeń: ułatwienia w tej dziedzinie dla rodzin;

Oprócz przykładowo wymienionych dziedzin polityka rodzinna może przejawiać się w niemal każdej dziedzinie prawa i w sposobie organizacji niemal każdej dziedziny życia społecznego, w szczególności - w innych działach szeroko rozumianej polityki społecznej (polityka edukacyjna, polityka mieszkaniowa, polityka zatrudnienia itp.).

Dalsze aspekty
W praktyce polityczno-społecznej mamy do czynienia z różnymi podejściami do polityki rodzinnej. W podejściu konserwatywnym przedmiotem zainteresowania polityki rodzinnej są przede wszystkim małżeństwo i pochodzące ze związków małżeńskich dzieci. Według innych ujęć wychowywanie dzieci powinno być przedmiotem zainteresowania polityki rodzinnej niezależnie od statusu prawnego związku rodziców.
Politykę rodzinną można analizować również ze względu na to, w jakim stopniu wspiera ona równouprawnienie, względnie - w jakim stopniu umacnia ona istniejące nierówności między kobietami i mężczyznami. 